# يوب زوتميلك
يوب زوتميلك (بالهولندية: Joop Zoetemelk)‏ مواليد 3 ديسمبر 1946 في لاهاي، هو دراج هولندي سابق في صنف سباق الدراجات على الطريق. سبق أن شارك في دورة الألعاب الأولمبية الصيفية وفاز بميدالية أولمبية.

## سباقات أو مراحل فاز بها
- طواف فرنسا
- طواف إسبانيا
- بطولة العالم لسباق الدراجات على الطريق

## الميداليات
| الميدالية | المسابقة                       |
| --------- | ------------------------------ |
| ذهبية     | الألعاب الأولمبية الصيفية 1968 |

## روابط خارجية
- يوب زوتميلك على موقع أرشيف الدراجات (الإنجليزية)
- يوب زوتميلك على موقع إحصائيات الدراجات الإحترافية (الإنجليزية)
- يوب زوتميلك على موقع CycleBase (الإنجليزية)
- يوب زوتميلك على موقع اللجنة الأولمبية الدولية (الإنجليزية)
- يوب زوتميلك على موقع أوليمبيديا (الإنجليزية)
- Complete Palmarès